# Scotospilus
Pour les articles homonymes, voir Tuana (homonymie).
Genre
Synonymes
- Tuana Forster, 1970

Scotospilus est un genre d'araignées aranéomorphes de la famille des Hahniidae.

## Distribution
Les espèces de ce genre se rencontrent en Nouvelle-Zélande, en Tasmanie, au Viêt Nam et en Inde.

## Liste des espèces
Selon World Spider Catalog (version 17.0, 16/06/2016) :
- Scotospilus ampullarius (Hickman, 1948)
- Scotospilus bicolor Simon, 1886
- Scotospilus divisus (Forster, 1970)
- Scotospilus longus Zhang, Li & Pham, 2013
- Scotospilus maindroni (Simon, 1906)
- Scotospilus nelsonensis (Forster, 1970)
- Scotospilus plenus (Forster, 1970)
- Scotospilus wellingtoni (Hickman, 1948)
- Scotospilus westlandicus (Forster, 1970)

Scotospilus (Simon, 1886) est considéré comme un synonyme plus ancien de Tuana (Forster, 1970).

## Publication originale
- Simon, 1886 : Descriptions de quelques espèces nouvelles de la famille des Agelenidae. Annales de la Société entomologique de Belgique, vol. 30, p. 56-61 (texte intégral).